# ジャン・アンジェロ
ジャン・アンジェロ（Jean Angelo、1888年5月17日 - 1933年11月26日）は、フランスの俳優。

## 出演作品
- 女優ナナ
- 恋の凱歌
- 女郎蜘蛛